# ك. دوجلاس باك
ك. دوجلاس باك (بالإنجليزية: C. Douglass Buck) هو مهندس ومصرفي وسياسي أمريكي، ولد في 21 مارس 1890 بنيو كاسل في الولايات المتحدة، وتوفي بنفس المكان في 27 يناير 1965. حزبياً، نشط في الحزب الجمهوري. وقد انتخب حاكم ولاية ديلاوير ‏ (15 يناير 1929 – 19 يناير 1937) وانتخب مفوض ‏ (1953 – 1957) وانتخب عضو مجلس الشيوخ الأمريكي (3 يناير 1943 – 3 يناير 1949).